# Нісі (район, Сайтама)

35°51′42″ пн. ш. 139°38′43″ сх. д. / 35.86167° пн. ш. 139.64528° сх. д.
Райо́н Ні́сі (яп. 西区, にしく, МФА: [ɲiɕi̥ ku], «Західний район») — район міста Сайтама префектури Сайтама в Японії. Станом на 1 жовтня 2008 площа району становила 29,14 км². Станом на 1 січня 2009 населення району становило 82 603 осіб.